# Norrgården, Ingmarsö
Norrgården är en av Ingmarsö ursprungliga gårdar med anor från 1600-talet. Den testamenterades till Österåkers kommun av syskonen August och Viktoria Johansson, som var de sista enskilda ägarna av gården.
Österåker kommun och byalaget på  ingmarsö grundade år 2006 Stiftelsen Ingmarsö Norrgård och Skola som där med övertog ägandet av fastigheten.

## Drift och verksamhet
Gården består av de två boningshusen, som nyttjas för bed and breakfast, och en rad ekonomibyggnader för olika ändamål. I det gamla sädesmagasinet och i vagnslidret finns Ingmarsö Brottö hembygdsmuseum. Till gården hör också en hel del mark bestående av jordbruksmark och skog.
Genom en donation finns det sedan 2022 en ny arrendatorsbostad på fastigheten.